# 恋の予感
「恋の予感」（こいのよかん）は、日本のロックバンドである安全地帯の楽曲。
1984年10月25日にKitty Recordsから7枚目のシングルとしてリリースされた。前作「マスカレード/置き手紙」（1984年）より3か月ぶりにリリースされたシングルであり、作詞は井上陽水、作曲は玉置浩二、編曲は安全地帯および星勝が担当している。「妖艶で切ないメロディのロックバラード」であり、当初は作詞家の松井五郎も作詞を行ったが採用されず、井上による歌詞が採用されることとなった。
井上が同年にリリースしたアルバム『9.5カラット』にて本作をセルフカバーしている他、安全地帯としてはシングル「オレンジ」（2010年）の両A面曲として再録音リアレンジされたものが収録された。他にも中森明菜や河村隆一などの著名な歌手や、中国語圏の歌手によって多数のカバー作品がリリースされている。

## 音楽性と歌詞
本作の歌詞は当初作詞家の松井五郎も手掛けていたものの30回程度書き直しした末に没となり、結果として井上陽水が歌詞を制作することとなった。井上が書いた歌詞を見た松井はシンプルな内容に感嘆し、「書かないことの美学、美しさというのがあって。あ、これで良いんだって解答を見せられた感じがすごくあった」と述べ、また本作の歌詞による経験がなければ9枚目のシングル「悲しみにさよなら」（1985年）のようなシンプルな歌詞は書けなかったとも述べている。本作はヒット曲となった「ワインレッドの心」（1983年）のリリース以前にすでに原型が制作されており、安全地帯がアマチュア時代に制作した曲は全く売れなかったため、玉置が苦心の末に一気に制作した「ワインレッドの心」、「碧い瞳のエリス」（1985年）、「プルシアンブルーの肖像」（1986年）などの楽曲の中の1曲であった。
音楽情報サイト『CDジャーナル』では、本作の世界観に関して「感情を押し殺して繰り広げられる男女の駆け引き」と表現した上で、言葉にできないような切なさを感じさせる繊細なメロディーによって「揺れる恋心を切々と綴っている」と表記したほか、「大人の恋愛模様がありありと浮かぶよう」とも表記している。ベスト・アルバム『ALL TIME BEST』（2017年）の楽曲解説では、本作がギターにピアノが加わるイントロから始まる「妖艶で切ないメロディのロックバラード」であると記しており、玉置によるボーカルが低音から高音までカバーできる表現力があるからこそ成立する楽曲であるとも記している。また井上による歌詞について、成就しない「恋の予感」に対して「～～だけ」という言い回しで「短編小説のような濃密にかつ鮮やかに」描いていると記している。

## リリース、プロモーション
本作は1984年10月25日にKitty Recordsより7インチレコードとしてリリースされた。ジャケットは、玉置浩二だけにスポットが当たった写真が使用されており、他のメンバーは影に隠れた形で、かつ後ろ向きで写っている。同年にはJAL「ハワイツアー キャンペーン'84」のコマーシャルソングとして使用された。ミュージック・ビデオは、北海道釧路市にある釧路市湿原展望台、標茶町にある釧網本線の茅沼駅などで撮影された。
1988年12月10日には8センチCDとして再リリースされた。2010年5月5日には両A面シングル「オレンジ/恋の予感」として、再録音リアレンジバージョンがリリースされた。リアレンジバージョンの制作経緯は、プロデューサーから「今の声でもう1回昔の曲を歌いませんか?」と提案されたことが切っ掛けとなり、当初は伴奏には一切手を加えずボーカルのみ再録音する予定であったが、他メンバーも各パートの再録音を希望したことから当時のトラックをベースに部分的に演奏を差し替えることとなった。また、当初は本作と「ワインレッドの心」（1983年）のみ再録音する予定であったが、興に乗って来たために過去のヒット曲すべてを再録音することになり、結果としてカバー・アルバム『安全地帯 Hits』（2010年）がリリースされることになった。

## チャート成績
本作はオリコンシングルチャートでは最高位3位、登場週数は18回で売り上げ枚数は43.6万枚となった。本作の売り上げ枚数は安全地帯のシングル売上ランキングにおいて3位となった。
TBS系音楽番組『ザ・ベストテン』（1978年 - 1989年）において1984年11月15日に第9位で初登場、11月29日から1985年1月24日の期間はアルフィー「恋人達のペイヴメント」、松田聖子「ハートのイアリング」、チェッカーズ「ジュリアに傷心」、中森明菜「飾りじゃないのよ涙は」に阻まれながらも、8週連続で3位を維持し続けた。番組中では「いっそ セレナーデ」で同時期にランクインした井上陽水とも共演した。また、玉置が野球を愛好していたことから野球に因んだトークが多く、歌前のコーナーでは雪だるまの上のリンゴに雪玉を命中させる場面も放送された。その他、第17回（1984年度）「日本有線大賞」で、有線音楽賞を受賞している。
本作はデビュー40周年記念ベスト・アルバム『THE BEST ALBUM 40th ANNIVERSARY 〜あの頃へ〜』（2022年）の収録曲を決定するファン投票において第2位を獲得した。

## カバー

### 日本語バージョン
| 歌手名     | 年     | 収録作品                                                   | 編曲             | 備考                                                             | 出典          |
| ---------- | ------ | ---------------------------------------------------------- | ---------------- | ---------------------------------------------------------------- | ------------- |
| 石丸幹二   | 2021年 | アルバム『kanji ishimaru』                                 | 安部潤           |                                                                  |               |
| 井上陽水   | 1984年 | アルバム『9.5カラット』                                    | 萩田光雄         |                                                                  |               |
| WEAVER     | 2017年 | アルバム『S/S』                                            | WEAVER           |                                                                  | [ 20 ] [ 21 ] |
| 大城バネサ | 2019年 | アルバム『ザ・カバーズ』                                   | 綾瀬悠           |                                                                  |               |
| 大橋純子   | 2007年 | アルバム『Terra』                                          | 小島久政         |                                                                  |               |
| 柏原芳恵   | 2016年 | カバー・アルバム『アンコール3』                            | 佐々木章         |                                                                  |               |
| 加藤登紀子 | 2008年 | カバー・アルバム『SONGS 〜うたが街に流れていた〜』         | 島健             |                                                                  |               |
| 河村隆一   | 2006年 | カバー・アルバム『evergreen 〜あなたの忘れ物〜』           | Gatchang, Taryan |                                                                  | [ 22 ]        |
| 香西かおり | 2017年 | カバー・アルバム『香西かおり 玉置浩二を唄う』              | 久米大作         |                                                                  | [ 23 ] [ 24 ] |
| JUJU       | 2010年 | シングル「Trust In You」                                   | E-3, DJ HIRO nyc |                                                                  |               |
| 樹里からん | 2011年 | アルバム『TORCH II』                                       | 阿部篤志         |                                                                  |               |
| 髙木奏子   | 2008年 | オムニバス・アルバム『On/Off 3rd Season 〜Seven Colors〜』 |                  |                                                                  |               |
| 田中桜     | 2015年 | オムニバス・アルバム『Sing! Sing! Sing! 2nd Season』       | 島田昌典         | TBS系バラエティ番組『Sing! Sing! Sing!』内のオーディション歌唱曲 |               |
| W.C.D.A.   | 2017年 | 配信シングル「恋の予感（安全地帯） House Remix」           |                  | ハウスミュージックアレンジによるカバー                           |               |
| 千宝美     | 2009年 | カバー・アルバム『On/Off Sea Breeze』                      | Edison           |                                                                  |               |
| 中西保志   | 2010年 | カバー・アルバム『Standards4』                             | 新川博           |                                                                  | [ 26 ]        |
| 中森明菜   | 2003年 | カバー・アルバム『歌姫3 〜終幕』                           | 千住明           |                                                                  |               |
| NATSUMETAL | 2020年 | アルバム『NATSUMETAL』                                     |                  |                                                                  |               |
| 森川七月   | 2016年 | カバー・アルバム 『『J』〜Sentimental Cover〜』            |                  |                                                                  |               |
| 森恵       | 2013年 | カバー・アルバム『RE:MAKE1』                               |                  |                                                                  | [ 27 ]        |
| 山本潤子   | 2007年 | カバー・アルバム『SONGS』                                  | 鈴木康博         |                                                                  | [ 28 ]        |

### 英語バージョン
| 歌手名        | 年     | 曲名                   | 収録作品                   | 備考 | 出典   |
| ------------- | ------ | ---------------------- | -------------------------- | ---- | ------ |
| Tomoko Miyata | 2010年 | 「The Shadow Of Love」 | アルバム『SECRET OF LIFE』 |      | [ 29 ] |

### 中国語バージョン
| 歌手名                       | 年     | 曲名               | 収録作品                  | 備考             |
| ---------------------------- | ------ | ------------------ | ------------------------- | ---------------- |
| グローリア・タング（歌莉雅） | 2013年 | 「一夜傾情」       | アルバム『Perfect Match』 |                  |
| ケニー・ビー（鍾鎮濤）       | 1985年 | 「迷離地帶」       | アルバム『痴心的一句』    | 広東語バージョン |
| ジャニス・ウェイ（衛蘭）     | 2005年 | 「一夜傾情」       | アルバム『Day & Night』   | 広東語バージョン |
| ダニー・チャン（陳百強）     | 1985年 | 「冷風中」         | アルバム『深愛著你』      | 広東語バージョン |
| 吳岱融                       | 1989年 | 「戀的預感」       | アルバム『我心中有愛』    | 北京語バージョン |
| ミシェル・ツェー（謝巧丹）   | 2009年 | 「一夜傾情」       | アルバム『新曲x精選』     | 広東語バージョン |
| レオン・ライ（黎明）         | 1992年 | 「一夜傾情」       | アルバム『傾城之最』      | 広東語バージョン |
| レオン・ライ（黎明）         | 1993年 | 「誰領我的心靠岸」 | アルバム『深秋的黎明』    | 北京語バージョン |

## シングル収録曲
オリジナル盤
| 全作曲: 玉置浩二、全編曲: 安全地帯、星勝。 |               |           |            |      |
| #                                          | タイトル      | 作詞      | 作曲・編曲 | 時間 |
| 1.                                         | 「恋の予感」  | 井上陽水  | 玉置浩二   | 4:40 |
| 2.                                         | 「Happiness」 | 松井五郎  | 玉置浩二   | 3:43 |
| 合計時間:                                  | 合計時間:     | 合計時間: | 8:23       |      |

2010年盤
| 全作曲: 玉置浩二。 |                                                        |           |            |                |      |
| #                  | タイトル                                               | 作詞      | 作曲・編曲 | 編曲           | 時間 |
| 1.                 | 「オレンジ」                                           | 玉置浩二  | 玉置浩二   | 安全地帯       | 4:39 |
| 2.                 | 「恋の予感（2010ヴァージョン）」                       | 井上陽水  | 玉置浩二   | 安全地帯、星勝 | 4:59 |
| 3.                 | 「オレンジ」(オリジナル・カラオケ)                     |           | 玉置浩二   | 安全地帯       | 4:38 |
| 4.                 | 「恋の予感（2010ヴァージョン）」(オリジナル・カラオケ) |           | 玉置浩二   | 安全地帯、星勝 | 4:56 |
| 合計時間:          | 合計時間:                                              | 合計時間: | 合計時間:  | 19:12          |      |

## リリース日一覧
| No. | リリース日     | レーベル      | 規格           | カタログ番号                            | 最高順位 | 備考                                                                       |
| --- | -------------- | ------------- | -------------- | --------------------------------------- | -------- | -------------------------------------------------------------------------- |
| 1   | 1984年10月25日 | Kitty Records | 7インチ        | 7DS 0080                                | 3位      |                                                                            |
| 2   | 1988年12月10日 | Kitty Records | 8センチCD      | H10K-30036                              | -        |                                                                            |
| 3   | 2010年5月5日   | ユニバーサル  | マキシシングル | UICZ-9034（初回盤） UICZ-5047（通常盤） | 17位     | 「オレンジ」との両A面                                                      |
| 4   | 2013年3月1日   | ユニバーサル  | AAC-LC         | -                                       | -        | デジタル・ダウンロード、シングル「オレンジ/恋の予感」の再リリース          |
| 5   | 2015年8月26日  | ユニバーサル  | ハイレゾFLAC   | -                                       | -        | デジタル・ダウンロード、カップリング曲が「碧い瞳のエリス」に変更されている |

## 収録アルバム
「恋の予感」
- スタジオ音源
  - 『安全地帯III〜抱きしめたい』（1984年）
  - 『I Love Youからはじめよう -安全地帯BEST-』（1988年）
  - 『安全地帯/玉置浩二 ベスト』（1994年）
  - 『TREASURE COLLECTION』（1999年）
  - 『THE VERY BEST of 安全地帯』（2001年）
  - 『安全地帯 COMPLETE BEST』（2005年）
  - 『安全地帯 ゴールデン☆ベスト』（2006年）
  - 『安全地帯 Hits』（2010年） - アレンジ、ボーカルを新録音して収録。
  - 『ALL TIME BEST』（2017年）
  - 『THE BEST ALBUM 40th ANNIVERSARY 〜あの頃へ〜』（2022年）

- ライブ音源
  - 『ENDLESS』（1985年）
  - 『ONE NIGHT THEATER 1985』（1998年）
  - 『安全地帯VI LIVE 〜月に濡れたふたり〜』（2005年）
  - 『安全地帯 “完全復活” コンサートツアー2010 Special at 日本武道館 〜Start & Hits〜「またね…。」』（2010年）
  - 『安全地帯 IN 甲子園球場「さよならゲーム」』（2020年）
  - 『安全地帯 ALL TIME BEST「35」〜35th Anniversary Tour 2017〜LIVE IN 日本武道館』（2022年）

「Happiness」
- 『安全地帯III〜抱きしめたい』（1984年）
- 『ENDLESS』（1985年） - ライブ・バージョンを収録。
- 『安全地帯/玉置浩二 ベスト』（1994年）